# Grandview (Iowa)
Grandview ist eine Stadt im Louisa County im Südosten des US-amerikanischen Bundesstaates Iowa unweit des westlichen Ufers des Mississippi River. Das U.S. Census Bureau hat bei der Volkszählung 2020 eine Einwohnerzahl von 437 ermittelt.

## Geografie
Grandview liegt auf 41°16'38" nördlicher Breite und 91°11'20" westlicher Länge. Die Stadt erstreckt sich über eine Fläche von 0,5 km², die ausschließlich aus Landfläche besteht.
Die Stadt liegt neun Kilometer westlich des Mississippi River, der die Grenze nach Illinois bildet.
Am Westrand von Grandview verläuft der in Süd-Nord-Richtung entlang des Mississippi führende U.S. Highway 61.
Bis Davenport sind es 70 km in ostnordöstlicher Richtung, in der gleichen Richtung erreicht man Chicago nach 348 km. Nach Nordosten sind es nach Iowa City 66 km, Iowas Hauptstadt Des Moines liegt 224 km in westlicher Richtung. Nach Süden sind es 119 km bis zur Grenze nach Missouri und 397 km nach St. Louis.

## Demografische Daten
Bei der Volkszählung im Jahre 2000 wurde eine Einwohnerzahl von 600 ermittelt. Diese verteilten sich auf 204 Haushalte in 157 Familien. Die Bevölkerungsdichte lag bei 1.219,3/km². Es gab 216 Gebäude, was einer Bebauungsdichte von 438,9/km² entspricht.
Die Bevölkerung bestand im Jahre 2000 aus 92,83 % Weißen, 0,50 % Afroamerikanern, 0,17 % Indianern, 1,00 % Asiaten und 4,50 % anderen. 1,00 % gaben an, von mindestens zwei dieser Gruppen abzustammen. 7,33 % der Bevölkerung bestand aus Hispanics, die verschiedenen der genannten Gruppen angehörten.
32,0 % waren unter 18 Jahren, 9,3 % zwischen 18 und 24, 30,0 % von 25 bis 44, 18,7 % von 45 bis 64 und 10,0 % 65 und älter. Das durchschnittliche Alter lag bei 33 Jahren. Auf 100 Frauen kamen statistisch 89,3 Männer, bei den über 18-Jährigen 88,0.
Das durchschnittliche Einkommen pro Haushalt betrug $37.625, das durchschnittliche Familieneinkommen $38.500. Das Einkommen der Männer lag durchschnittlich bei $35.682, das der Frauen bei $20.417. Das Pro-Kopf-Einkommen belief sich auf $17.152. Rund 7,5 % der Familien und 10,1 % der Gesamtbevölkerung lagen mit ihrem Einkommen unter der Armutsgrenze.